# Вер, Обри де, 2-й граф Оксфорд
Обри де Вер (англ. Aubrey de Vere; приблизительно 1163 — 1214) — английский аристократ, 2-й граф Оксфорд и лорд-камергер с 1194 года. Участвовал в походах королей Ричарда Львиное Сердце и Джона Безземельного.

## Биография
Обри де Вер был старшим сыном 1-го графа Оксфорда того же имени и его третьей жены Агнессы Эссекской. Он родился приблизительно в 1163 году или несколько позже. После смерти отца в 1194 году Обри унаследовал обширные владения в ряде графств Англии, графский титул и должность лорда-камергера. Он участвовал в походах короля Ричарда Львиное Сердце во Франции в 1194 и 1197 годах. В связи с событиями 1208 года, когда папа римский наложил на Англию интердикт, де Вер упоминается как «один из злых советников» короля Джона Безземельного. В 1209 году он участвовал в переговорах с посланцами папы, пытаясь предотвратить отлучение Джона от церкви, но потерпел неудачу. В 1210 году граф участвовал в ирландском походе монарха.
Обри был хранителем поместья Хаверинг в 1208 году, шерифом Эссекса и Хартфордшира в 1208—1213 годах, управляющим лесом Эссекса в 1213 году. 20 июня 1213 года он взял на свое попечение королевских борзых. Граф умер в 1214 году, в октябре или немного раньше, и был похоронен в родовой усыпальнице в Кёльнском приорате (Эссекс).

## Семья
Обри де Вер был женат дважды: на Изабелле де Болебек, дочери Уолтера де Болебека, и на Элис Биго, дочери Роджера Биго, 2-го графа Норфолка, и Иды де Тосни. Оба брака остались бездетными, так что графский титул и семейные владения перешли к брату Обри Роберту. В источниках упоминается внебрачный сын графа Роджер (умер в 1221).